# Ганс Дреєр
Ганс Дреєр (англ. Hans Dreier; 21 серпня 1885 — 24 жовтня 1966) — американський артдиректор.
Народився у Бремені, Німеччина, Дреєр почав свою кар'єру в німецькому кіно в 1919 році, і до кінця 1920-х років переїхав у Голлівуд.
Він брав участь у створенні майже 500 фільмів під час його тривалої кар'єри. Він був номінований на премію «Оскар» за найкращу роботу художника-постановника 23 рази. Він виграв премію «Оскар», як найкращу роботу художника-постановника за фільми Бухта пірата (1944), Самсон і Даліла (1950) і Бульвар Сансет (1950).

## Вибрана фільмографія
- 1927 : Крила / Wings
- 1928 : Останній наказ / The Last Command
- 1928 : Патріот / The Patriot
- 1929 : Громобій / Thunderbolt
- 1929 : Парад кохання / The Love Parade
- 1931 : Усміхнений лейтенант / The Smiling Lieutenant
- 1932 : Одна година з тобою / One Hour with You
- 1932 : Шанхайський експрес / Shanghai Express
- 1934 : Отець Браун, детектив / Father Brown, Detective
- 1934 : Викрадена дитина міс Фейн / Miss Fane's Baby Is Stolen
- 1936 : Молочний шлях / The Milky Way
- 1938 : Школа свінга / College Swing
- 1939 : Ніжки на мільйон доларів / Million Dollar Legs
- 1939 : Засада / Ambush
- 1941 : Луїзіанська покупка / Louisiana Purchase
- 1941 : Непіддатлива Канарка / The Hard-Boiled Canary
- 1946 : Наречена в чоботях / The Bride Wore Boots
- 1947 : Небезпечні пригоди Поліни / The Peril of Pauline
- 1948 : Хіба це не романтично? / Isn't It Romantic?
- 1950 : Бульвар Сансет / Sunset Blvd.